# Domark
Domark était une entreprise de développement de jeux vidéo basée au Royaume-Uni. Le nom provient du prénom de ses fondateurs, Dominic Wheatley et Mark Strachan. Domark a élaboré et publié de nombreux jeux pour les ordinateurs personnels durant les années 1980 et est notamment connu pour avoir publié 3D Construction Kit 1 et 2.
En 1984, l'entreprise a publié Eurêka!, un jeu d'aventure créé par Ian Livingstone, qui a proposé d'offrir un prix de 25 000 £ à la première personne qui aurait terminé le jeu entièrement. En 1995, Domark Technologies fusionne avec Eidos, Simis et Big Red Games pour former le groupe Eidos Interactive. Eidos Interactive acquiert ultérieurement U.S. Gold qui comprenait Core Design.

## Liste des produits
- 007: Licence to Kill
- 3D Construction Kit
- 3D Construction Kit II
- A View to a Kill
- Absolute Zero
- A.P.B.
- AV-8B Harrier Assault
- Badlands
- Battle Frenzy
- Big 10 Simulation-Action
- Big Red Racing
- Bob's Full House
- Castle Master
- Castle Master 2: The Crypt
- Championship Manager
- Championship Manager 2
- Championship Manager 93/94
- Confirmed Kill
- Curse of Dragor
- Cyberball
- Desert Strike: Return to the Gulf
- Dragon Spirit: The New Legend
- Escape from the Planet of the Robot Monsters
- Eurêka!
- European Football Champ
- F1
- Formula One World Championship Edition
- Flight Sim Toolkit
- Flying Nightmares
- Friday the 13th
- Hard Drivin'
- Hard Drivin' II
- Hydra
- International Rugby Challenge
- James Bond: The Duel
- James Bond: The Living Daylights
- James Bond: Live and Let Die
- Kawasaki Superbike Challenge
- Klax
- The Lords of Midnight
- Marko
- Marko's Magic Football
- MIG-29 Fulcrum
- The Music System
- The Orion Conspiracy
- Out of the Sun
- Pictionary
- Pit-Fighter
- Prince of Persia
- R.B.I. Baseball 2
- Race Drivin'
- Rampart
- Rugby: The World Cup
- Shadowlands
- Skull & Crossbones
- Spitting Image
- Split Personalities
- The Spy Who Loved Me
- Star Wars
- Star Wars: Return of the Jedi
- Star Wars: The Empire Strikes Back
- Super-VGA Harrier
- Taito's Super Space Invaders
- Tank Commander
- Toobin'
- Total Eclipse
- Total Mayhem / Total Mania
- Trivial Pursuit
- Trivial Pursuit 2: A New Beginning
- Vindicators
- Warbirds (Closed beta only)
- Wheels of Fire
- Xybots